# Lago di Morasco
Der Lago di Morasco (deutsch Muraschgsee) liegt auf der italienischen Seite des Griespasses auf 1815 m s.l.m. Die Staumauer wurde ca. 1940 als Gewichtsstaumauer gebaut. Dem Bau der Staumauer wurde das oberste Dorf „Muraschg“ des Formazza-Tales mitsamt der Kirche geopfert.
Aus südwestlicher Richtung führt das Tal Vallone di Nefelgiù in den Stausee. Dieses Hochtal wird in südwestlicher Richtung durch den Passo di Nefelgiù begrenzt (2580 m s.l.m.). Der Pass führt hinunter zu den beiden Stauseen Lago Vannino und Lago Sruèr. Der Pass liegt auf der Route des Grande Traversata delle Alpi (GTA).

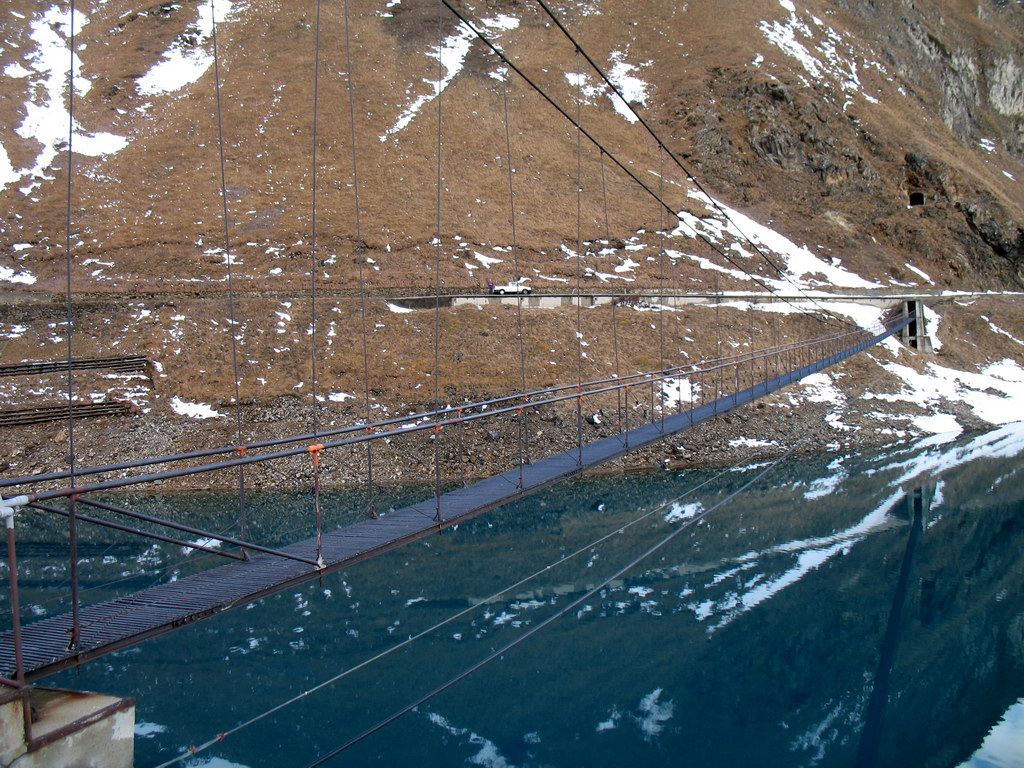
Brücke über den Lago di Morasco